# Яннік Феррейра Карраско
Яннік Феррейра Карраско (фр. Yannick Ferreira Carrasco, нар. 4 вересня 1993, Іксель) — бельгійський футболіст, фланговий атакувальний півзахисник «Атлетіко Мадрид» і національної збірної Бельгії.

## Клубна кар'єра
Народився 4 вересня 1993 року в місті Іксель у португальсько-іспанській родині. Вихованець юнацьких команд бельгійських футбольних клубів «Дігем Спорт», «Жерміналь-Беєрсхот» та «Генк». 2010 року молодий гравець привернув увагу керівництва «Монако» і продовжив займатися футболом у молодіжній команді цього клубу.
У дорослому футболі дебютував 2012 року виступами за основну команду «Монако», в якій, попри молодий вік, відразу став регулярно з'являтися на полі, допомігши «Монако» за результатами сезону повернутися до вищого французького дивізіону. Перед сезоном 2013/14 клуб суттєво посилив склад, і протягом дебютного для себе сезону в Лізі 1 Яннік значно рідше виходив на поле. Проте вже в сезоні 2014/15 став основним гравцем середини поля «Монако», провівши за рік у всіх турнірах 52 гри (8 голів).
10 липня 2015 було оголошено про перехід перспективного бельгійця до мадридського «Атлетіко», керівництво якого виділило на цей трансфер 20 мільйонів євро. На «Вісенте Кальдерон» бельгієць повинен був замінити Арду Турана, що відправився трохи раніше в «Барселону». Однак сам Карраско заявив, що переходить в Мадрид не для того, щоб підміняти кого-небудь.
30 серпня 2015 року Феррейра дебютував у новій команді в поєдинку проти «Севільї» (0:3). Свій перший гол забив 18 жовтня у протистоянні з «Реал Сосьєдадом» (0:2). Потім допоміг «Атлетіко» обіграти вдома «Валенсію» (2:1). Досить часто Карраско використовувався тренером Дієго Сімеоне як гравець, який може змінити хід гри після виходу на заміну. Саме рішення Сімеоне про випуск Карраско на поле у фінальному матчі Ліги чемпіонів сезону 2015/16 проти мадридського «Реала» вплинуло на подальший хід матчу. Карраско був одним з кращих гравців на полі, його постійні прискорення в атаці допомагали вимотати захисників «Реала», зокрема, Дані Карвахаля. І саме Яннік зрівняв рахунок у матчі, відзначившись на 79-й хвилині матчу, проте в серії пенальті «Атлетіко» знову програв «Реалу». Феррейра Карраско став першим бельгійцем, який забивав у фіналі Ліги Чемпіонів.
У наступному сезоні за «Атлетіко» Карраско провів 53 матчі у всіх змаганнях і забив 14 м'ячів, встановивши новий особистий рекрод результативності. Крім того у тому сезоні 15 жовтня 2016 року він забив свій перший професійний хет-трик у матчі проти Гранади (7:1).
26 лютого 2018 року Карраско і його одноклубник Ніколас Гайтан перейшли в китайський «Далянь Їфан» за 30 мільйонів євро. Станом на 11 червня 2018 року відіграв за далянську команду 11 матчів в національному чемпіонаті.

## Виступи за збірні
2008 року дебютував у складі юнацької збірної Бельгії, взяв участь у 24 іграх на юнацькому рівні за команди різних вікових категорій, відзначившись 4 забитими голами.
Протягом 2013—2014 років залучався до складу молодіжної збірної Бельгії. На молодіжному рівні зіграв у 11 офіційних матчах, забив 1 гол.
2014 року отримав свій перший виклик до національної збірної Бельгії. Дебют у головній команді країни відбувся 28 березня 2015 року у грі відбору до Євро-2016 проти збірної Кіпру, в якій Яннік вийшов на заміну за 20 хвилин до її завершення замість Маруана Феллаїні.
У травні 2016 року був включений до заявки бельгійської збірної для участі у фінальній частині чемпіонату Європи 2016, де забив свій перший гол у збірній. Сталося це у матчі 1/8 фіналу проти Угорщини (4:0). Через два роки поїхав з командою і на чемпіонат світу 2018 року у Росії.

## Статистика виступів

### Статистика клубних виступів
| Сезон                | Команда              | Чемпіонат            | Чемпіонат | Чемпіонат | Національний кубок | Національний кубок | Національний кубок | Континентальні кубки | Континентальні кубки | Континентальні кубки | Інші змагання | Інші змагання | Інші змагання | Усього | Усього |
| Сезон                | Команда              | Ліга                 | Ігор      | Голів     | Ліга               | Ігор               | Голів              | Ліга                 | Ігор                 | Голів                | Ліга          | Ігор          | Голів         | Ігор   | Голів  |
| -------------------- | -------------------- | -------------------- | --------- | --------- | ------------------ | ------------------ | ------------------ | -------------------- | -------------------- | -------------------- | ------------- | ------------- | ------------- | ------ | ------ |
| 2012–13              | «Монако»             | Л2                   | 27        | 6         | КФ+КФЛ             | 2+2                | 0+2                | -                    | -                    | -                    | -             | -             | -             | 31     | 8      |
| 2013–14              | «Монако»             | Л1                   | 18        | 3         | КФ+КФЛ             | 4+0                | 1+0                | -                    | -                    | -                    | -             | -             | -             | 22     | 4      |
| 2014–15              | «Монако»             | Л1                   | 36        | 6         | КФ+КФЛ             | 4+2                | 0+1                | ЛЧ                   | 10                   | 1                    | -             | -             | -             | 52     | 8      |
| Усього за «Монако»   | Усього за «Монако»   | Усього за «Монако»   | 81        | 15        |                    | 14                 | 4                  |                      | 10                   | 1                    |               | -             | -             | 105    | 20     |
| 2015–16              | «Атлетіко»           | ПД                   | 29        | 4         | КІ                 | 5                  | 0                  | ЛЧ                   | 9                    | 1                    | -             | -             | -             | 43     | 5      |
| 2016–17              | «Атлетіко»           | ПД                   | 35        | 10        | КІ                 | 6                  | 2                  | ЛЧ                   | 12                   | 2                    | -             | -             | -             | 53     | 14     |
| 2017-лют. 2018       | «Атлетіко»           | ПД                   | 17        | 3         | КІ                 | 5                  | 1                  | ЛЧ+ЛЄ                | 5+1                  | 0                    | -             | -             | -             | 28     | 4      |
| Усього за «Атлетіко» | Усього за «Атлетіко» | Усього за «Атлетіко» | 81        | 17        |                    | 16                 | 3                  |                      | 27                   | 3                    |               | -             | -             | 124    | 23     |
| 2018                 | «Далянь Їфан»        | СЛ                   | 0         | 0         | КК                 | 0                  | 0                  | -                    | -                    | -                    | -             | -             | -             | 0      | 0      |
| Усього за кар'єру    | Усього за кар'єру    | Усього за кар'єру    | 162       | 32        |                    | 30                 | 7                  |                      | 37                   | 4                    |               | -             | -             | 229    | 43     |